# Rupfung

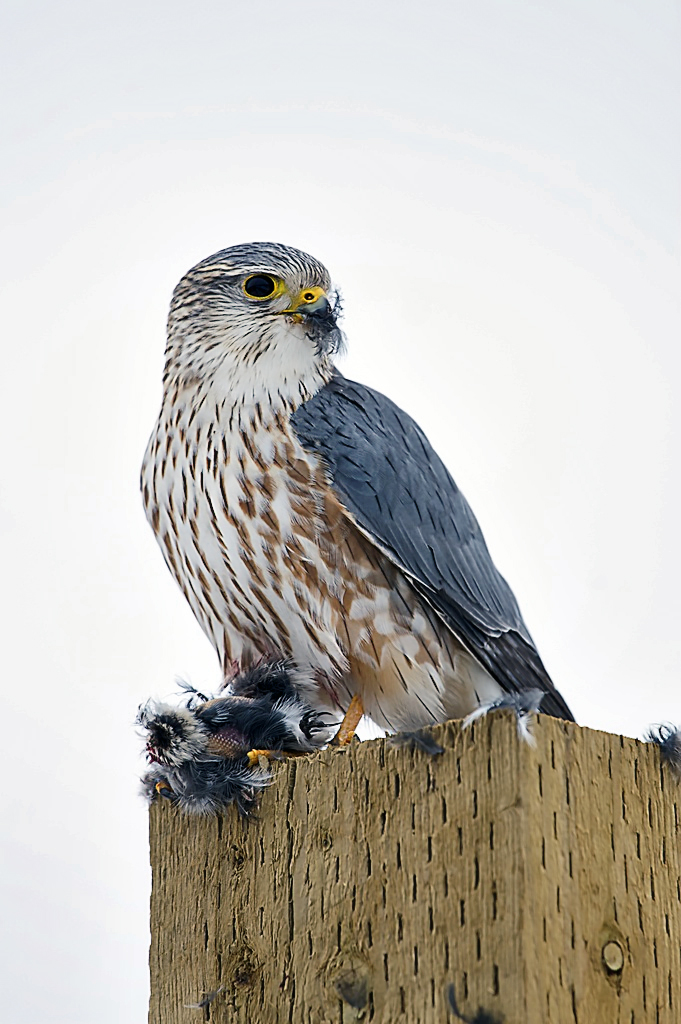
Merlin rupft die Beute

Als Rupfung bezeichnet man die Nahrungsreste, die Prädatoren wie Greifvögel und Raubsäuger von ihrer Beute hinterlassen. Als Nahrungsrest verbleibt meist die Körperbedeckung des Beutetieres. Je nach Art der Beute handelt es sich dabei um Federn, Schuppen oder Haare. Hinzu kommen gelegentlich auch Skelett- und Darmreste, Schnäbel oder Füße. 
Rupfungen sind häufig so charakteristisch, dass sie bestimmten Greifvögeln oder Raubsäugern zugeordnet werden können. So finden sich die Rupfungen des Seeadlers häufig auf Dünenhügeln oder anderen erhöhten Plätzen. Hat er Vögel geschlagen, dann rupft er das Kleingefieder oberflächlich. Die Flügel werden häufig ganz abgebissen. Beim Sperber liegen die Rupfplätze im Brutrevier und sind während der Fortpflanzungszeit häufig an den Plätzen, an denen das Männchen dem Weibchen die Beute übergibt. Die Rupfplätze der Sperber sind meist erhöhte Stellen wie Stubben, umgeknickte Bäume oder Holzstapel. Zu den Rupfungen zählen die Beine, Schnäbel und Innereien ihrer Beute. Im Revier weit verstreute Rupfungen sind während der Bettelflugzeit der Jungsperber charakteristisch.

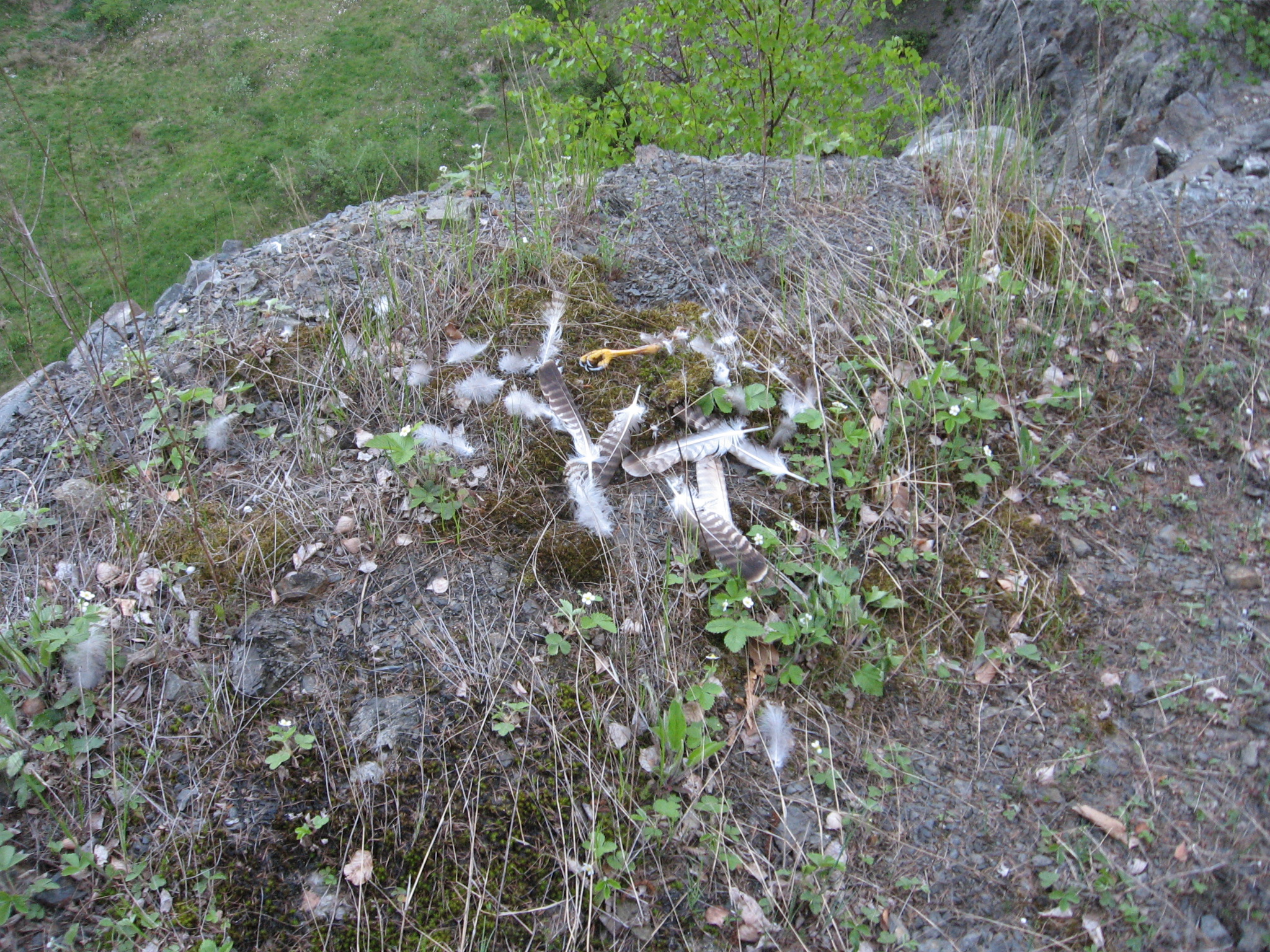
Rupfung eines Mäusebussards an Uhubrutplatz im Sauerland

Charakteristisch für die Rupfungen von Greifvögeln ist, dass die ausgerupften Federn des Großgefieders 
auffällige Schnabelmarken aufweisen. Bei Raubsäugern wie dem Fuchs sind die Federkiele eingekerbt oder gar abgebissen. Dass der Kiel eine Kerbe aufweist, bedeutet, dass der Federkiel nicht komplett abgebissen wurde, jedoch beim Sammeln der Feder abbricht. Der Marder knabbert die Federkiele nicht an. Er rupft die Federn im ganzen heraus. 

## Art und Weise des Rupfens

### Wanderfalke
Der Wanderfalke rupft seine Beutevögel nicht immer komplett, da er oft den Rupfplatz wechselt. Charakteristisch für die Rupfung das Wanderfalken sind die kreisförmig angeordneten Federn des Beutevogels. Das ist darauf zurückzuführen, dass sich der Wanderfalke beim Rupfen zum Schutz vor Feinden und Prädatoren, sowie Rivalen nach allen Seiten umsieht. Oft sind die Rupfungen des Wanderfalken nicht vollständig. Die Flügel hängen meistens noch über die Schulterblätter zusammen. Die Rupfungen des Wanderfalken findet man meistens in der nahen Umgebung des Horstes, seltener auf Baumstümpfen im Wald.

### Turmfalke
Die Rupfungen des Turmfalken ähneln denen des Wanderfalken. Bedingungen, die Rupfungen zu finden sind die gleichen wie bei der größeren Art.

### Mäusebussard
Da der Mäusebussard hauptsächlich Feldmäuse und andere Mäuse erbeutet, findet man dessen Rupfungen selten. Die Rupfung vom Mäusebussard ist unvollständig und man findet oft nur einzeln ausgerupfte Federn des Beutevogels. 

### Baumfalke
Der Baumfalke rupft seine Beutevögel auf hohen Bäumen. Dadurch werden die Federn im Wald weit verstreut und es ist schwierig, eine komplette Rupfung zu finden.

### Sperber
Der Sperber ist ein Jäger des Waldes. Seine Rupfungen sind oft komplett und man findet sie im Wald auf Baumstümpfen in der Umgebung des Horstes. Dies ist jedoch nur im Winter und während der Brutzeit der Fall. Außerhalb der Brutzeit findet man die Rupfungen des Sperbers an Straßenrändern, auf Waldlichtungen, am Waldrand oder sogar im Garten. Im Winter finden sich auch oft Rupfungen von Haussperling oder Kohlmeise im Garten, da der Sperber die Kleinvögel am Futterhaus überrascht. Im Gegensatz zum Habicht finden sich Sperberrupfungen im Wald auch oft im Dickicht in Waldrandnähe. Häufige Opfer des Sperbers sind Ringeltaube, Haussperling, Amsel und Türkentaube. Amselfedern aus Sperberrupfungen lassen sich sowohl im Wald als auch im Garten finden. Gerupfte Ringeltaubenfedern liegen meist auf offenen Schneisen im Wald. Türkentauben werden vom Sperber im Garten gerupft.